# Байрон (Оклахома)
Байрон (англ. Byron) — місто (англ. town) в США, в окрузі Алфалфа штату Оклахома. Населення — 37 осіб (2020).

## Географія
Байрон розташований за координатами 36°54′5″ пн. ш. 98°17′40″ зх. д. / 36.90139° пн. ш. 98.29444° зх. д. (36.901462, -98.294569).  За даними Бюро перепису населення США в 2010 році місто мало площу 0,62 км², уся площа — суходіл.

## Демографія
Згідно з переписом 2010 року, у місті мешкало 35 осіб у 18 домогосподарствах у складі 13 родин. Густота населення становила 56 осіб/км².  Було 21 помешкання (34/км²).
Расовий склад населення:
| - 97,1 % — білих |

До двох чи більше рас належало 2,9 %. Частка іспаномовних становила 8,6 % від усіх жителів.
За віковим діапазоном населення розподілялося таким чином: 5,7 % — особи молодші 18 років, 62,9 % — особи у віці 18—64 років, 31,4 % — особи у віці 65 років та старші. Медіана віку мешканця становила 59,3 року. На 100 осіб жіночої статі у місті припадало 118,8 чоловіків;  на 100 жінок у віці від 18 років та старших — 120,0 чоловіків також старших 18 років.
Цивільне працевлаштоване населення становило 21 осіб. Основні галузі зайнятості: роздрібна торгівля — 38,1 %, сільське господарство, лісництво, риболовля — 28,6 %, освіта, охорона здоров'я та соціальна допомога — 14,3 %, транспорт — 9,5 %.